# Pyrrharctia isabella
Genre
Espèce
L'Isie isabelle (Pyrrharctia isabella) est une espèce de lépidoptères (papillons) nord-américains de la famille des Erebidae et de la sous-famille des Arctiinae, de la tribu des Arctiini. Elle est la seule représentante du genre monotypique Pyrrharctia. Sa chenille est parfois nommée Chenille d'ours laineux.

## Description

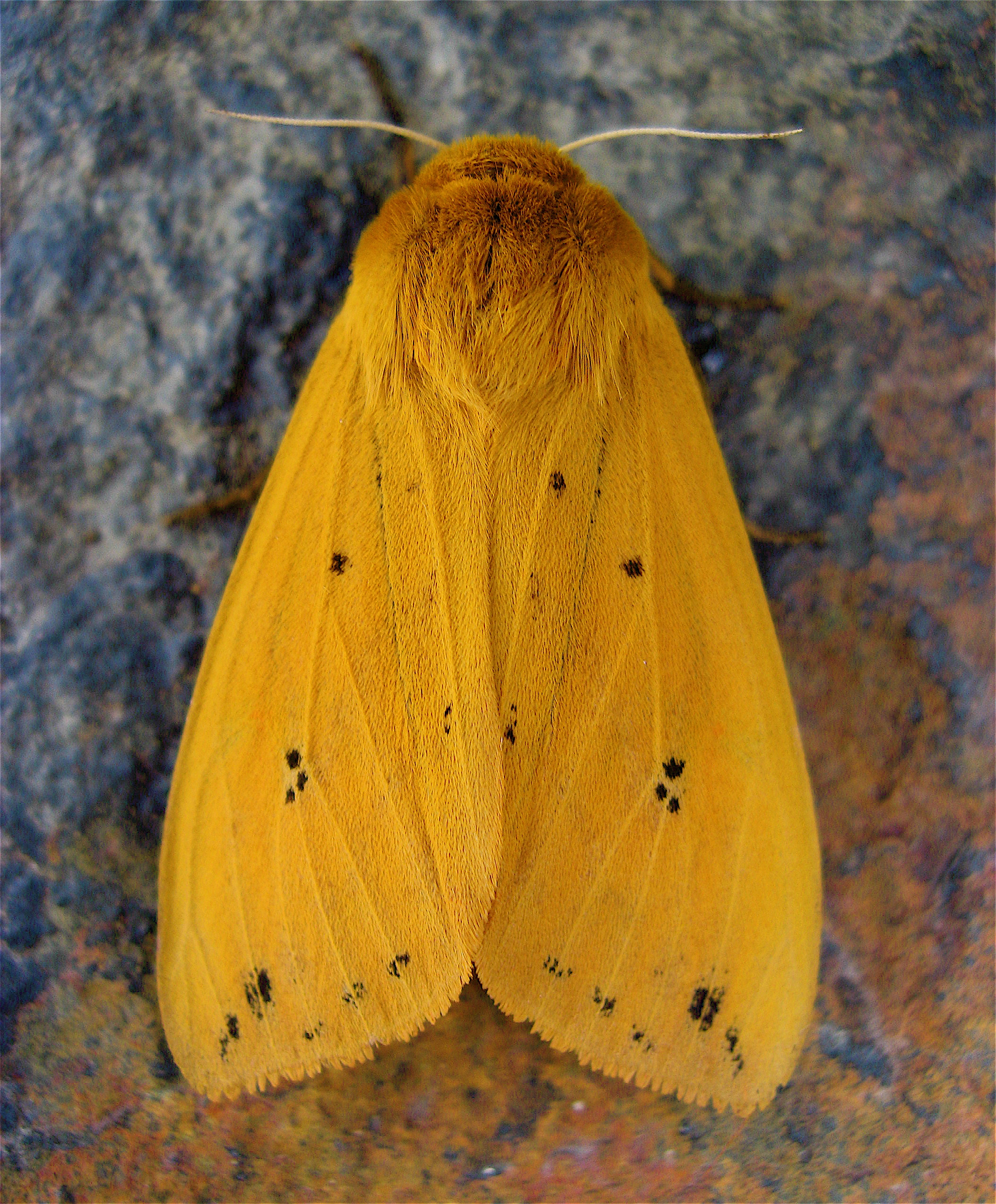
Imago.

Le papillon adulte mesure entre 45 et 65 mm d'envergure. La coloration des ailes est variable, allant de jaune à orange avec une légère teinte rosée. On y retrouve également de petites taches noires éparses. L'abdomen est orangé et possède trois séries de taches noires verticales. 
La chenille est recouverte de poils très fins non venimeux et non urticants, bien que certaines personnes pussent développer de l'eczéma en la touchant. Elle est noire à chaque extrémité avec une bande rouge cuivré au centre. La chenille, lorsqu’elle est dérangée, fait semblant d’être morte.

## Biologie

### Habitats et comportement
Généralement, on trouve la chenille dans des milieux ouverts, perturbés, cultivés, près des habitations ou encore des boisés ouverts où elle se nourrit de plusieurs variétés d'arbres, d'arbustes et de plantes basses. L'adulte est nocturne et attiré par la lumière.
Une étude récente a démontré que les chenilles parasitées de Pyrrharctia isabella ingurgitaient des plantes contenant des alcaloïdes, se servant de ses propriétés pour se soigner.

### Phénologie
Pyrrharctia isabella a habituellement deux générations par an. On observe les adultes d'avril à août, et la chenille est relativement commune durant la saison estivale. Cependant, c'est surtout à l'automne qu'on l'observe davantage. À ce moment de l'année, la chenille est assez mobile et cherche un endroit idéal pour passer l'hiver. Au printemps, elle se métamorphosera en chrysalide puis en adulte de première génération.

## Culture populaire
La culture populaire raconte que la coloration de la chenille prédit la rigueur de l’hiver qui s’approche. Plus les bandes noires aux extrémités sont larges plus l’hiver sera froid.[réf. souhaitée] Cette croyance est fausse car la coloration est très variable et dépend du stade de développement de la chenille.